# Walter Gropius
Walter Adolph Gropius (Berlino, 18 maggio 1883 – Boston, 5 luglio 1969) è stato un architetto, designer e urbanista tedesco.
È stato uno dei fondatori del Bauhaus. Assieme a Le Corbusier, Frank Lloyd Wright, Alvar Aalto e Ludwig Mies van der Rohe è ricordato come uno dei maestri del Movimento Moderno in architettura.
Le sue Officine Fagus, costruite tra il 1911 e il 1913 ad Alfeld an der Leine, sono state iscritte nel 2011 nella Lista dei Patrimoni Mondiali dell'Umanità dall'UNESCO.

## Biografia

### I primi anni

#### Origini familiari
Walter Gropius nacque a Berlino il 18 maggio 1883, terzogenito di Walter Adolph Gropius e Manon Scharnweber. La madre discendeva da una famiglia di emigrati ugonotti francesi ed era la figlia del politico prussiano Georg Schwarnweber, attivo come consigliere distrettuale a Barnim. Il padre, invece, era ingegnere consulente presso la prefettura di polizia di Berlino. Particolarmente importante fu la figura di Martin Gropius, zio di Walter già conosciuto all'epoca per i suoi meriti architettonici e che fu allievo del grande architetto prussiano Karl Friedrich Schinkel. Lo stesso Schinkel era un intimo amico del bisnonno di Gropius Johann Carl Christian, proprietario di uno stabilimento per la tessitura della seta a Berlino: entrambi, tra l'altro, furono militari e combatterono alla battaglia di Waterloo agli ordini del maresciallo Gebhard Leberecht von Blücher.
Il giovane Walter nacque così in una famiglia relativamente agiata e dai solidi orientamenti politici liberali, distanti sia dal conservatorismo di destra dilagante nel secondo Reich, che da posizioni più spiccatamente socialiste.

#### Infanzia e formazione
Dopo aver ricevuto un'istruzione domestica dalla madre e dalla sorella maggiore, Gropius frequentò una scuola elementare privata di Berlino, per poi proseguire la sua formazione al Leibniz Gymnasium (dal 1893 al 1895), al Kaiserin Augusta di Charlottenburg (dal 1895 al 1900), dove ebbe modo di approfondire la sua conoscenza del latino e del greco, e infine altri tre anni al ginnasio di Steglitz, dove conseguì il diploma con un'importante traduzione dell'Ode di Saffo.
Successivamente, tramite l'intermediazione degli studi classici, il giovane Walter si avvicinò all'architettura: durante i lunghi viaggi effettuati tra Italia, Svizzera, Austria, Francia e i Paesi Bassi, infatti, Gropius venne a contatto con il cospicuo patrimonio classico del continente, che lasciò un'impronta vivida sulla sua fantasia. Perseguendo una vocazione che era già nella tradizione della famiglia, dunque, Gropius al termine delle lezioni al ginnasio, il 29 febbraio 1903, si iscrisse alla Technische Hochschule di Monaco di Baviera.
Nella città bavarese, Gropius visitò assiduamente nel poco tempo libero accordatogli dagli studi la Alte e Neue Pinakothek, dove ammirò le opere dei maestri italiani e tedeschi e scoprì i quadri degli Impressionisti, e iniziò a collaborare come apprendista presso lo studio di architettura di Solf e Wichards. Dopo una breve parentesi militare - in cui si arruolò volontario nel 15º Reggimento Ussaro di Wandsbeck, sottoponendosi alla rigorosa disciplina dell'allenamento marziale con esercizi quotidiani di equitazione - Gropius, desideroso di stimoli di carattere culturale o intellettuale, proseguì il suo cursus universitario iscrivendosi alla Königliche Technische Hochschule di Charlottenburg, a Berlino.

#### I primissimi lavori e il viaggio in Spagna
Mettendo a lato gli studi universitari, Gropius - per quanto non ancora qualificato professionalmente - si ingaggiò presso gli uffici dello zio Erich Gropius, con il quale progettò degli edifici di servizio agricolo a Janikow e, successivamente, degli alloggi per i braccianti nella medesima città: sono queste, di fatto, le primissime opere del giovane architetto che, nel 1907, abbandonò definitivamente la Hochschule di Berlino, senza neanche ottenere il diploma finale, giudicando il divario tra gli insegnamenti lì impartiti e l'effettiva realtà del costruire troppo restrittiva.
Intanto, a fronte di una cospicua eredità ricevuta dalla prozia, Gropius decise di intraprenedere un viaggio di un anno in Spagna, nell'ottica di «allontanarsi dal sentiero battuto per inoltrarsi in regioni sconosciute, e conoscersi meglio». Dopo aver attraccato a Bilbao, Gropius - in compagnia dell'amico Helmuth Grisebach - visitò Burgos, il monastero di Santo Domingo de Silos, poi il castello di Coca, Avila, Segovia, Madrid, dove venne a contatto con le collezioni del museo del Prado (che visitò da solo ben nove volte, affascinato dalle opere di Diego Velázquez) e infine Granada, Siviglia, la costa andalusa e Barcellona.

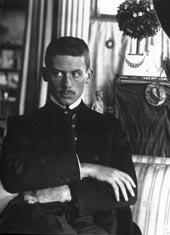
Walter Gropius in divisa nel 1915

### Esordi architettonici

#### Il discepolato con Behrens
Nel 1908 Gropius si ingaggiò come assistente e capocantiere nello studio di architettura di Berlino di Peter Behrens, grazie all'intercessione del mecenate Karl Ernst Osthaus, incontrato in Spagna: presso Behrens, uno dei più influenti architetti tedeschi di quegli anni in virtù dei suoi legami con la Allgemeine Elektricitäts-Gesellschaft, lavorava in quei tempi anche Ludwig Mies van der Rohe, altro futuro maestro del Modernismo.
La collaborazione con Behrens fu molto proficua per il giovane Gropius, che con il maestro effettuò un viaggio in Inghilterra per studiare le innvazioni tecnologiche dell'architettura industriale britannica, e sistematizzò le sue considerazioni sul tema dell'alloggio residenziale e della prefabbricazione, di cui iniziò ad intuire le potenzialità. Sintesi del lavoro di questi anni fu un saggio sottomesso al presidente dell'AEG per l'istituzione di un «programma per la creazione di una società generale architettonica su una base artistica unificata» (Programm zur Grundung einer allgemeinen Hausbaugesellschaft auf kunstlerisch einheitlicher Grundlage), in cui per l'appunto Gropius promosse un approccio industrializzato e standardizzato al costruire, avvicinandosi in un certo senso ai principi del taylorismo.

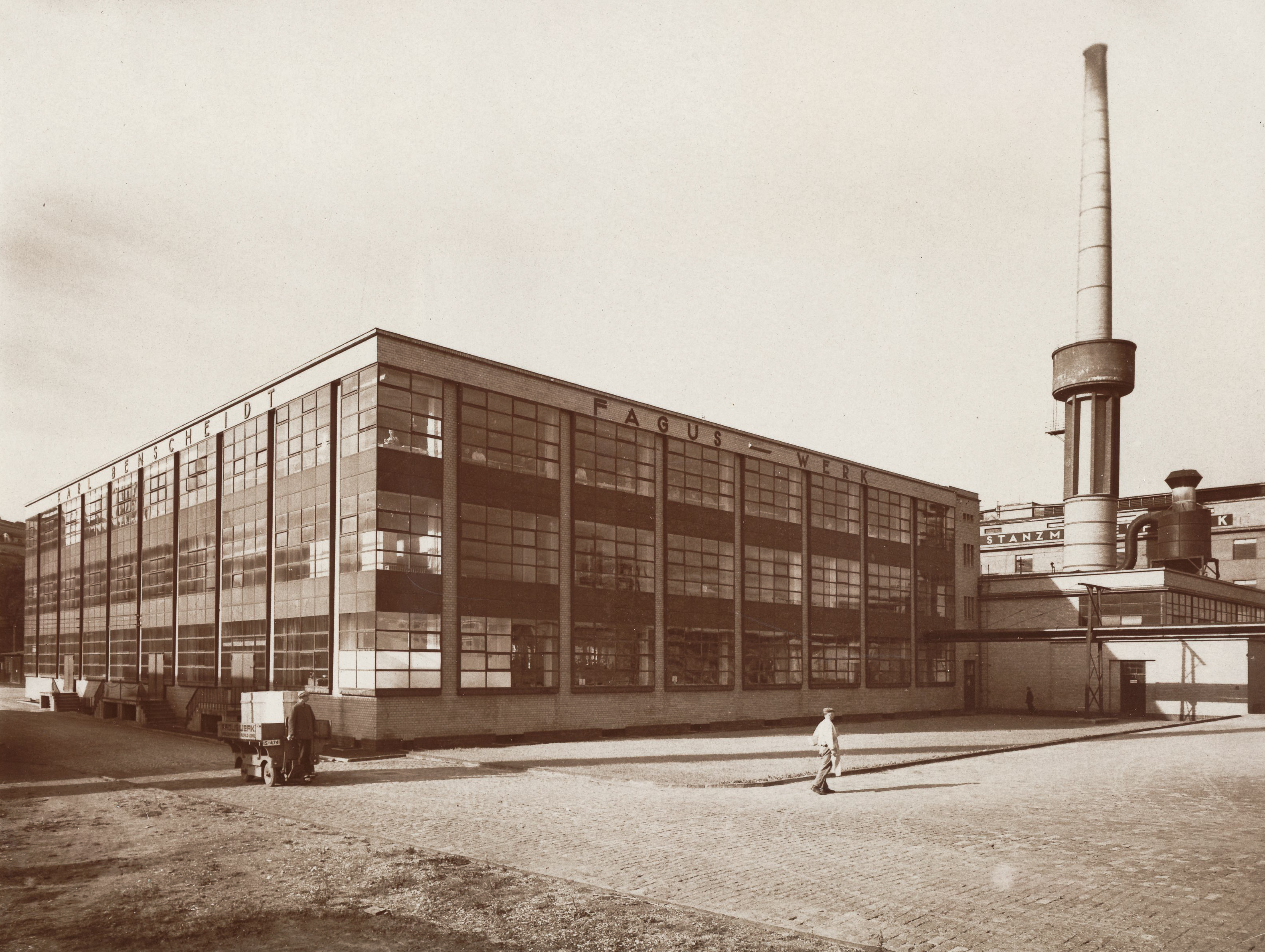
Le officine Fagus

#### Le officine Fagus
Nel 1910, giudicando ormai infruttuosa la collaborazione con Behrens, Gropius ne lasciò la società e fondò con Adolf Meyer un proprio studio di architettura a Potsdam, nel quartiere di Neubabelsberg. Coerentemente con la linea di studi tracciata durante il discepolato con Behrens, la sua prima impresa architettonica di rilievo fu legata al mondo dell'industria: si tratta delle officine Fagus, stabilimento di produzione in serie di forme per scarpe «ben ponderato sia dal lato artistico che da quello pratico» secondo le parole dello stesso architetto. La fabbrica, considerata uno dei monumenti fondamentali del Movimento Moderno europeo e del funzionalismo, presenta una copertura piana, una struttura metallica e delle facciate completamente vetrate: l'utilizzo di un telaio consente di liberare i muri dalla loro funzione portante e di separare così struttura e tamponamento. La convergenza tra la costruzione industriale e l'arte monumentale, inoltre, viene qui risolta con una sintassi architettonica inversa da quella della Fabbrica di turbine di Behrens, da cui si discosta per lo svuotamento degli angoli con il vetro e per l'effetto di sospensione che si crea con l'aggetto dei tamponamenti vetrati rispetto alla struttura muraria.

#### L'adesione ai movimenti d'Avanguardia
Sempre nel 1910 Gropius aderì al Deutscher Werkbund, associazione di «artisti indipendenti e ditte artigiane decisi a combattere contro le tendenze conservatrici nel design, e affrontare l'influenza della produzione meccanica nelle arti». Fu questa per l'architetto un'occasione per ripensare i rapporti tra artigianato e industria oltre che per arricchire il proprio bagaglio progettuale, il quale - per quanto penalizzato dalle sue scarsissime doti grafiche (gli elaborati finali erano sempre prodotti da collaboratori secondari non sapendo lui disegnare) - riuscì così a sbrigliarsi dai restrittivi riferimenti all'architettura storica e a indirizzarsi definitivamente su temi funzionalisti.
Forte dell'accoglienza positiva riservata dalla critica per le officine Fagus, nel 1914 l'architetto presentò in occasione dell'esposizione del Deutscher Werkbund a Colonia numerosi suoi progetti, alcuni di scala minore - come disegni di automobili, di scompartimenti per vagoni cuccette e di camere ammobiliate modello - e altri di tema più prettamente architettonico, come un insieme di uffici prototipo e una fabbrica modello.
Disegnò anche alcune poltrone, come la F51. 
L'anno successivo, 1915, sposò Alma Schindler, vedova dal 1911 del grande compositore e direttore d'orchestra Gustav Mahler. 

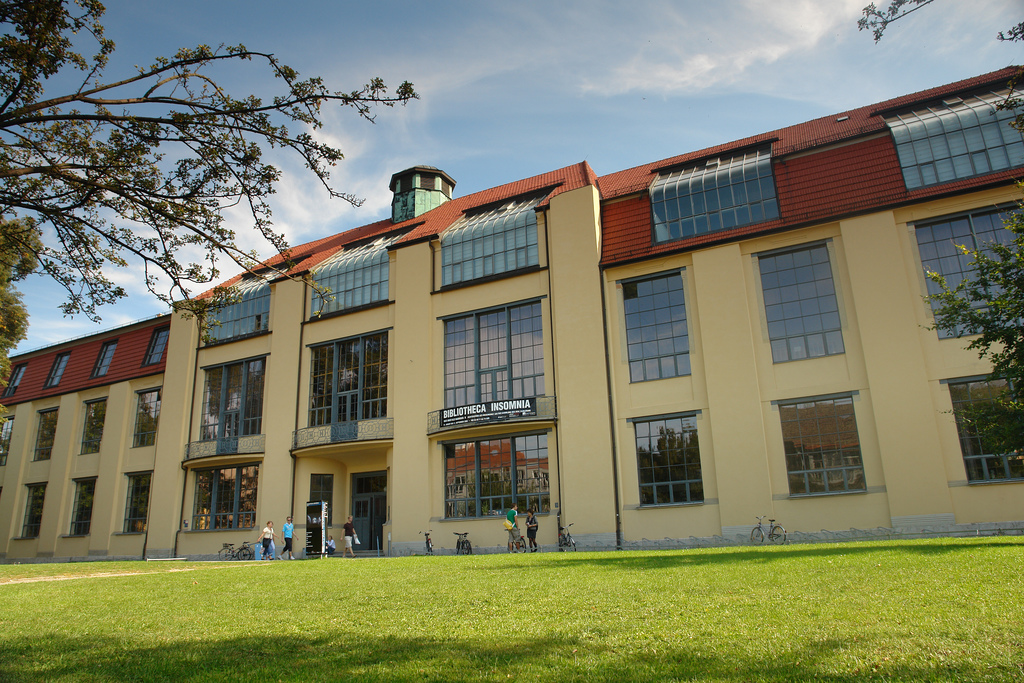
Sede del Bauhaus a Weimar

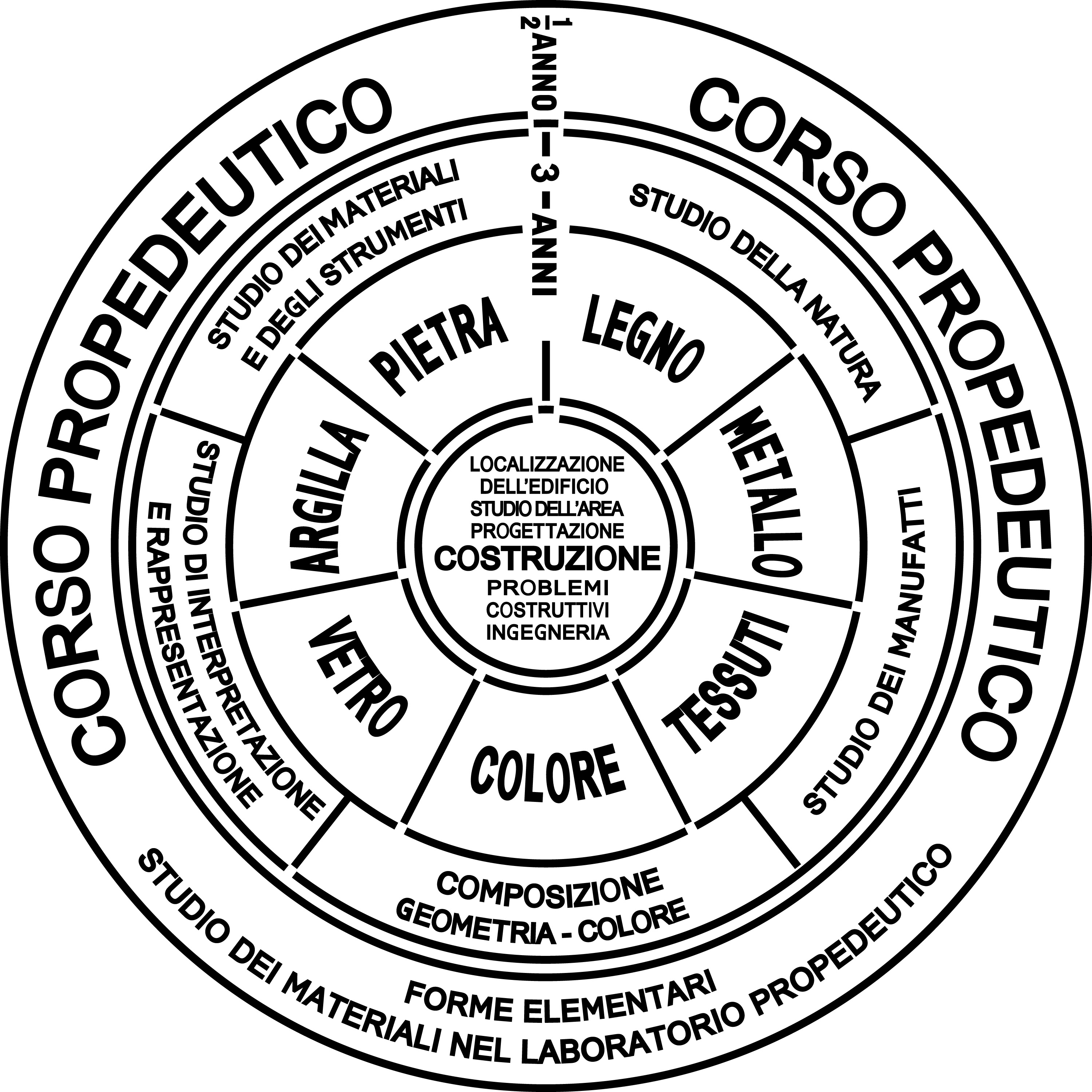
Schema didattico del Bauhaus

### L'epopea del Bauhaus

#### La fondazione
Nel 1915 una delle figure di maggiore rilievo del Deutscher Werkbund, il belga Henry Van de Velde, si dimise dall'incarico di direttore della Kunstgewerbeschule, la scuola di arte decorativa di Weimar della quale egli stesso aveva realizzato anche la sede (1906-11). Van de Velde, che fu costretto a rinunciare al ruolo anche a causa delle pressioni subite in ragione della sua nazionalità belga, indicò esplicitamente il nome di Gropius come suo successore. Nel 1916, così, assunta la direzione della scuola, l'architetto sottomise al granducato di Sassonia-Weimar-Eisenach un documento dove formulò le sue «Raccomandazioni per la creazione di una scuola suscettibile di fornire un orientamento artistico all'industria, al commercio e all'artigianato». Terminata la prima guerra mondiale, dopo la proclamazione della repubblica di Weimar nel novembre 1918, Gropius fu nominato professore alla Kunsthochschule [Accademia di Belle Arti] di Weimar. Ambedue le accademie - la Kunstgewerbeschule e la Kunsthochschule - furono poi unificate nel 1919 da Gropius, che il 1º aprile di quell'anno fu nominato direttore della neoistituita scuola, a cui assegnò il nome di «Staatliches Bauhaus» (dal tedesco Bau, «costruzione», e Haus, «casa»: dunque, «casa della costruzione»).
Di seguito si riporta uno stralcio del manifesto del Bauhaus, che Gropius pubblicò con il fine di definire la vocazione della nuova scuola:
Con il Bauhaus Gropius intendeva dare vita a un istituto di istruzione artistica in grado di superare la tradizionale antinomia tra arte, artigianato e industria, impostando un modo non tradizionale di trasmissione del sapere con il fine di combattere l'accademismo allora imperante in Germania e di stabilire una relazione armonica tra le varie forme di espressione artistica. Dal punto di vista didattico, il piano di studi del Bauhaus era strutturato su un corso semestrale preliminare, tenuto dall'artista Johannes Itten, finalizzato a formare negli studenti il senso dei materiali e dello spazio. Una volta maturata una maggiore consapevolezza in merito alla figurazione artistica vi erano poi i vari corsi e laboratori dedicati alla scultura in pietra e in legno, al teatro (con professore Oskar Schlemmer), alla stamperia (Lyonel Feininger), alla tessitura (Georg Muche): la fusione tra le varie arti si fa così simbolo di un'espressione creativa che ha nell'architettura e nel costruire la sua massima aspirazione e il suo fine.

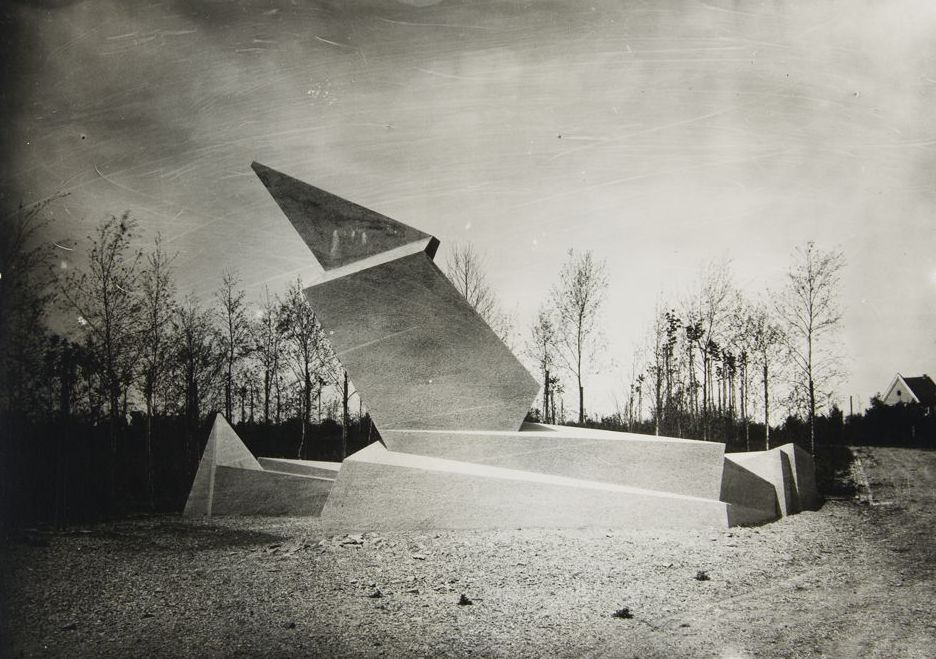
Monumento alle vittime di marzo (1920)

Parallelamente alla direzione del Bauhaus, Walter Gropius continuò in questi anni a esercitare la sua attività di architetto. Al 1920 risale la villa Sommerfeld di Berlino: realizzata su committenza dell'imprenditore tedesco Adolf Sommerfeld, questa residenza unifamiliare, memore della lezione di Frank Lloyd Wright, esprime un radicale ripensamento dell'estetica inaugurata nelle officine Fagus, sia dal punto di vista materico (la struttura in legno) che stilistico, con il ricco apparato decorativo presente sulle superfici e sugli infissi. L'aspirazione a raggiungere una sintesi unitaria delle arti tipica del Bauhaus è qui espressa dalla scelta di Gropius di avvalersi della collaborazione di numerosi suoi studenti, tra cui Joost Schmidt per l'ossatura in legno, Josef Albers per le finestre e Marcel Breuer per gli arredi.
Frattanto, la giovane repubblica di Weimar iniziò a essere agitata da una impressionante serie di violenze politiche, a partire nel marzo 1920 dal putsch di Kapp, il quale - seppur sventato dalle forze repubblicane - causò numerose vittime. A fronte del surriscaldamento del clima politico tedesco, Gropius rifiutò di politicizzare il Bauhaus: al 1922, tuttavia, risale il suo progetto del suo monumento alle vittime di marzo, realizzato su commissione dell'Unione dei Sindacati di Weimar e dedicato ai nove cittadini della città rimasti uccisi durante gli scontri. Gropius interpretò il tema memoriale realizzando una saetta in cemento armato che, con i suoi bordi sporgenti e aguzzi, folgora verso il cielo, quasi a evocare energicamente «un fulmine dal fondo del tomba», per usare le sue stesse parole.

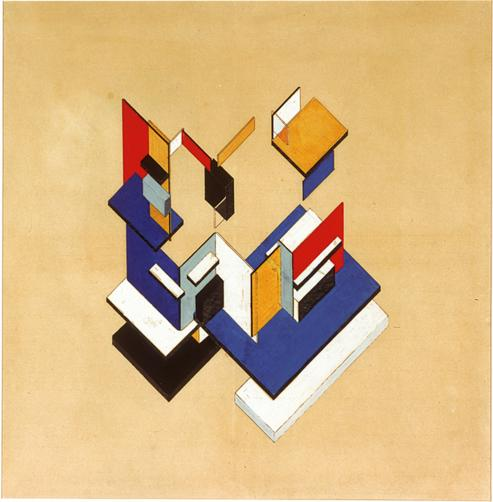
Theo van Doesburg, Contro-costruzione (1923)

#### La parentesi De Stijl
Nel 1922, Walter Gropius e Adolf Meyer parteciparono al concorso internazionale per la progettazione della nuova sede del Chicago Tribune. Gropius qui propose un grattacielo dal carattere risolutamente moderno, sensibile all'esperienza delle officine Fagus e all'influenza del movimento De Stijl e caratterizzato da alcuni dettagli, come i balconi in aggetto, che verranno poi ripresi per la futura sede del Bauhaus a Dessau. Il progetto dichiarato vincitore, tuttavia, non fu quello di Gropius, giudicato troppo moderno e radicale, bensì quello elaborato da John Mead Howells e Raymond Hood, che interpretarono il tema dell'edificio alto in senso più tradizionalista, richiamandosi al neogotico.
Nel 1923, Walter Gropius assegnò all'artista László Moholy-Nagy la cattedra del corso preliminare del Bauhaus, lasciata vuota dopo le dimissioni di Johannes Itten: se l'oggetto della ricerca di Itten furono i contrasti tra forme e colori, così da pensare e sentire emozionalmente in tre dimensioni e giungere così alla creazione artistica, Moholy-Nagy adottò un approccio radicalmente diverso, incentrando il suo insegnamento sul tema del rapporto tra spazio e materia, nelle quali particolare importanza assumono l'equilibrio e l'adozione di materiali appartenenti alla contemporaneità.  L'arrivo di Moholy-Nagy segnò l'apertura del Bauhaus alle istanze del movimento De Stijl, diffuse in quegli anni anche da Theo van Doesburg. La scuola conobbe così una virata costruttivista, con una maggiore attenzione dedicata al rapporto tra arte e industria e generalmente al design industriale.
Questo cambiamento didattico fu accelerato anche dalla richiesta da parte dell'amministrazione di Weimar di organizzare un'esposizione in cui presentare tangibilmente manufatti prodotti nell'ambito della scuola. Fu questa l'occasione per inserire nel piano formativo del Bauhaus un corso dedicato espressamente all'architettura, funzionale per la progettazione della sede espositiva, una cellula base standardizzata («Baukasten im Großen», ovvero «scatola costruttiva a scala naturale»). In questa cornice furono presentati arredi, sedie (come quelle, destinate a divenire famose, di Marcel Breuer), servizi da tè, lampade: l'esito dell'evento, tuttavia, fu negativo, in quanto questi vari prodotti vennero giudicati dalle autorità come privi di una loro possibile razionalizzazione e produzione industriale. Il 16 ottobre 1923, infine, Gropius convolò a nozze con Ilse Frank (1897-1983), detta «Isa», conosciuta quello stesso anno in occasione di una conferenza ad Hannover.

#### Il Bauhaus di Dessau

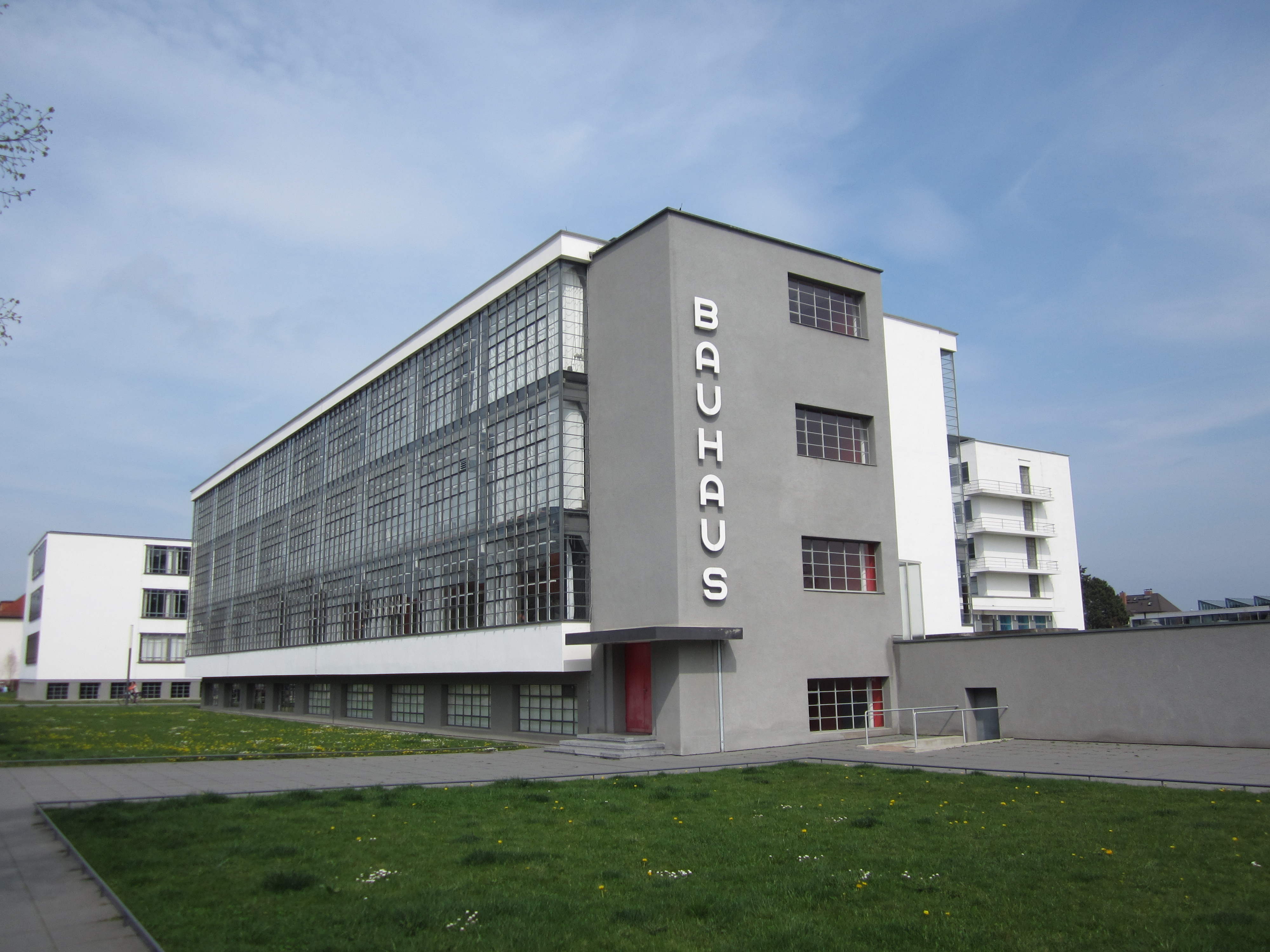
Bauhaus Dessau, 1925-1926

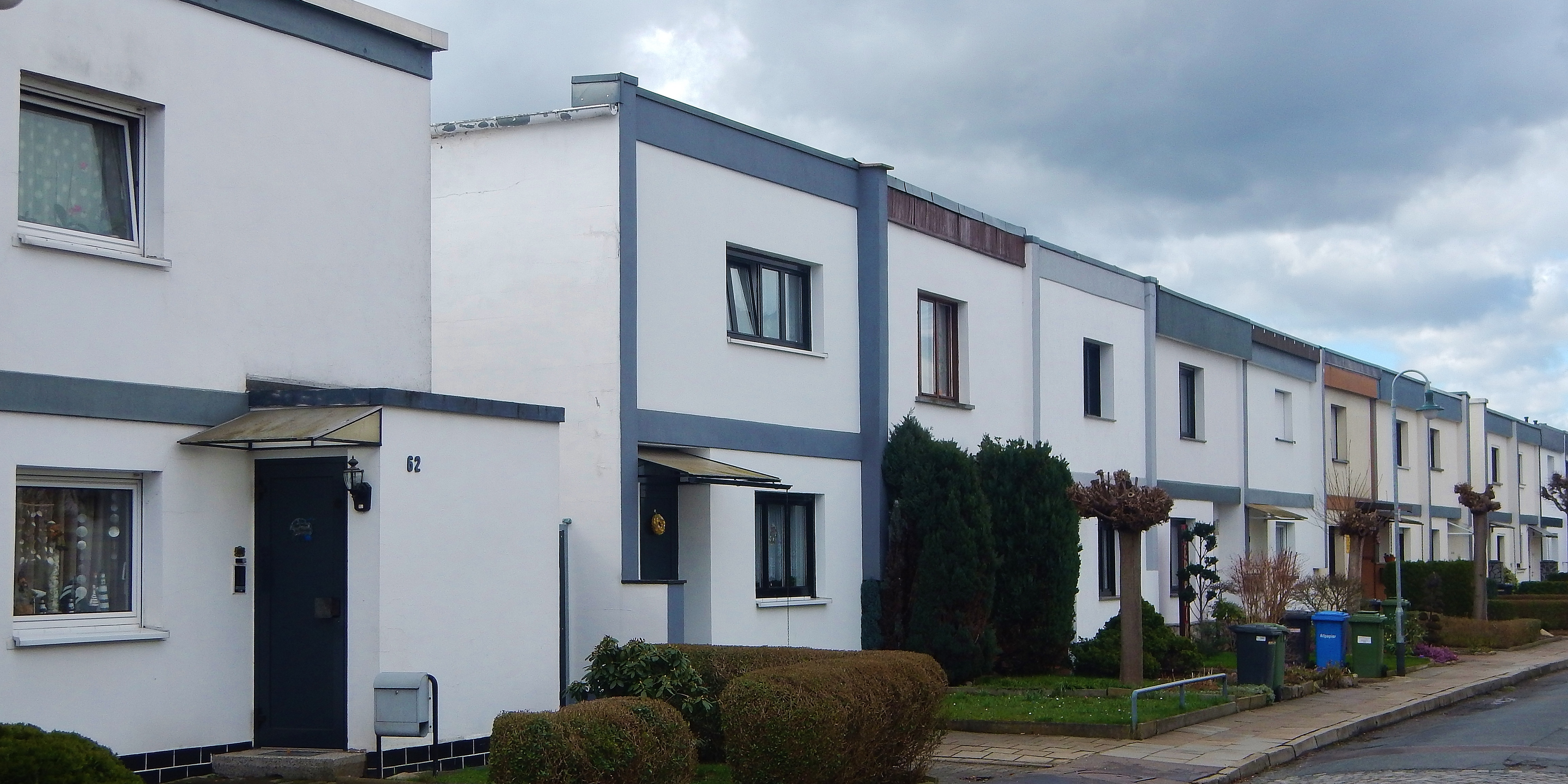
Siedlung di Törten (1926-1928)

L'asse politico della repubblica di Weimar, nei convulsi anni della crisi economica e della vertiginosa perdita di valore del marco, iniziò a sportarsi sensibilmente verso destra. Nel corso delle elezioni regionali del 1924, il partito conservatore Thüringer Ordnungsbund conobbe una netta affermazione nell'assemblea legislativa della Turingia. Il nuovo ordinamento politico era particolarmente ostile al Bauhaus e a tutto ciò che rappresentava: arrivando persino ad accusare di bolscevismo alcuni suoi membri, pertanto, interruppe immediatamente i finanziamenti regionali destinati alla scuola. A causa dell'assenza di fondi, Gropius decise di sciogliere la scuola: numerose città, tuttavia, si dichiararono disposte ad accoglierne la nuova sede, fra le quali venne infine scelta Dessau (Sassonia-Anhalt), amministrata dal socialdemocratico Fritz Hesse.
Nel 1925 la scuola venne dunque trasferita a Dessau, in una nuova sede costruita ex novo alla periferia della città. Il nuovo edificio si articola su due volumi principali con le aule e i laboratori, raccordati da un corpo sospeso su pilastri in cemento armato sotto il quale passa la strada di accesso. Un ulteriore corpo di fabbrica, infine, raccorda questo complesso all'ostello, dove sono inserite le residenze studentesche ed altri atelier. Il fatto che questo ricco programma funzionale sia condensato in un unico edificio variamente articolato, e non in vari padiglioni isolati tra di loro, attesta la concezione gropiusana di Bauhaus come comunità, come unità (architettonica come sociale) di parti tra loro coese e coerenti.
I corsi del Bauhaus di Dessau consolidarono la propria attenzione sui temi della produzione industriale. Lo stesso Gropius, d'altronde, a partire dal 1926 ebbe la possibilità di sperimentare questa concezione nella progettazione della siedlung di Törten, una lottizzazione nella periferia di Dessau che prevedeva 314 alloggi di massa da realizzare a prezzi accessibili. Gropius poté qui applicare a scala architettonica le proprie riflessioni sui temi della razionalizzazione, della standardizzazione e della produzione in serie: le tecniche edilizie adottate, infatti, consentirono l'organizzazione del cantiere come una fabbrica industriale, con le varie case bifamiliari costruite con componenti prefabbricati movimentati attraverso gru e binari.
Nel 1927 Gropius progettò l'Ufficio del collocamento di Dessau, dove l'ala a due piani degli uffici amministrativi si accosta a uno spazio semicircolare aperto al pubblico e coronato da un lucernario vetrato: fu un edificio generalmente apprezzato dai critici, come Adolf Behne, secondo cui fu l'opera più significativa realizzata da Gropius. Lo stesso anno, su committenza del regista d'avanguardia Erwin Piscator, Gropius concepì invece il «Totaltheater» di Berlino, rimasto allo stato di progetto: in luogo della tradizionale suddivisione in platea, palchi e gallerie, qui Gropius propose un sistema di piattaforme concentriche mobili, destinato a influenzare in maniera duratura l'architettura di spazi teatrali e scenici.

#### L'abbandono del Bauhaus

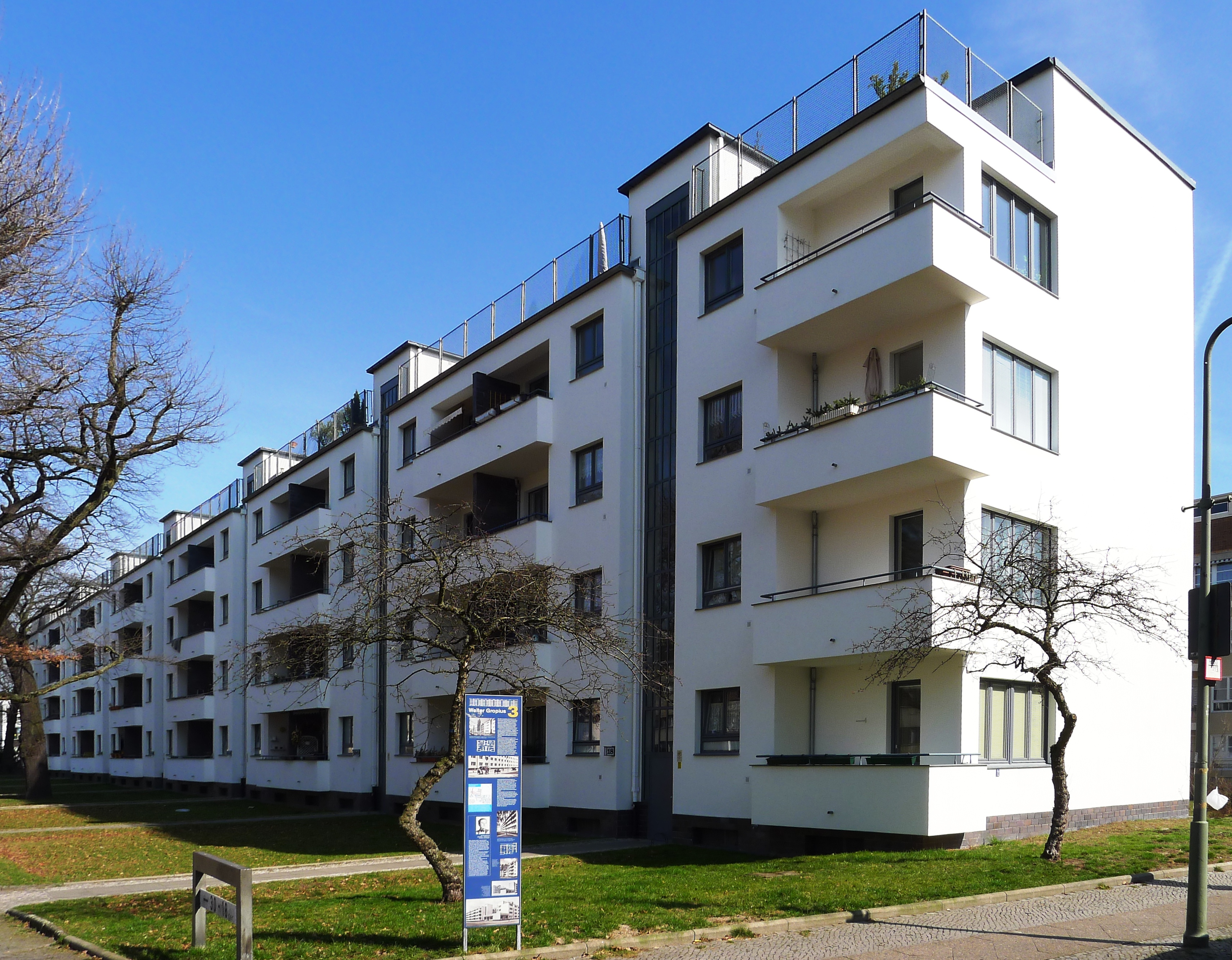
Edificio in linea della Großsiedlung Siemensstadt

Nel 1928 Gropius abbandonò definitivamente, lasciandola a Hannes Meyer, la direzione del Bauhaus, probabilmente a causa di problemi economici e organizzativi e delle conseguenti frizioni con il sindaco di Dessau, Fritz Hesse. Dopo le dimissioni Gropius, insediatosi a Berlino con un nuovo studio di architettura, si consacrò definitivamente alla progettazione architettonica: nel 1927 vinse il concorso per il quartiere Dammerstock a Karlsruhe, nel 1929-1931 realizzò la Großsiedlung Siemensstadt a Berlino e nel 1931 elaborò un progetto per il palazzo dei Soviet di Mosca. Negli stessi anni effettuò un primo soggiorno negli Stati Uniti, divenne presidente del CIAM (Congressi Internazionali di Architettura Moderna) nel 1930 e divulgò in diverse conferenze, sia in Germania che all'estero, le dottrine del Bauhaus.
Il 1933 Adolf Hitler ebbe il mandato di cancelliere del Reich, e il nazionalsocialismo si era ormai imposto a livello statale. Walter Gropius si mostrò all'inizio abbastanza indifferente a questo cambiamento politico e, anzi, all'inizio vi intravide persino un'opportunità di carriera, ritenendo l'estetica funzionale del Bauhaus potenzialmente attraente per il nuovo regime. L'architetto aderì così alla Camera della Cultura del Reich istituita da Joseph Goebbels e partecipò al concorso per l'estensione della Reichsbank, proponendo un progetto che però non incontrò i favori del Führer. Perseguitato dal nazismo, Gropius si trasferì nel 1934 in Gran Bretagna, rimanendovi per un totale di tre anni, durante i quali scrisse anche La nuova architettura e il Bauhaus.

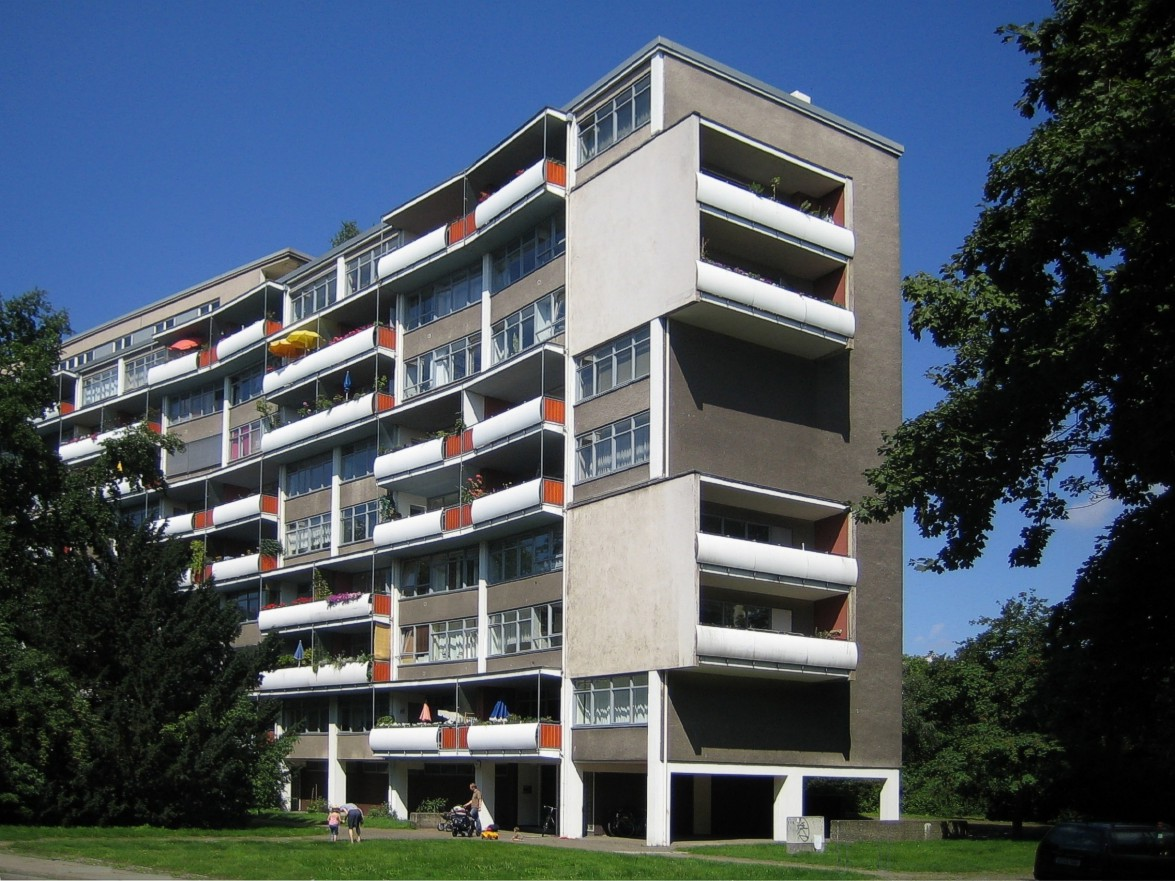
La Interbau-Wohnhaus a Berlino

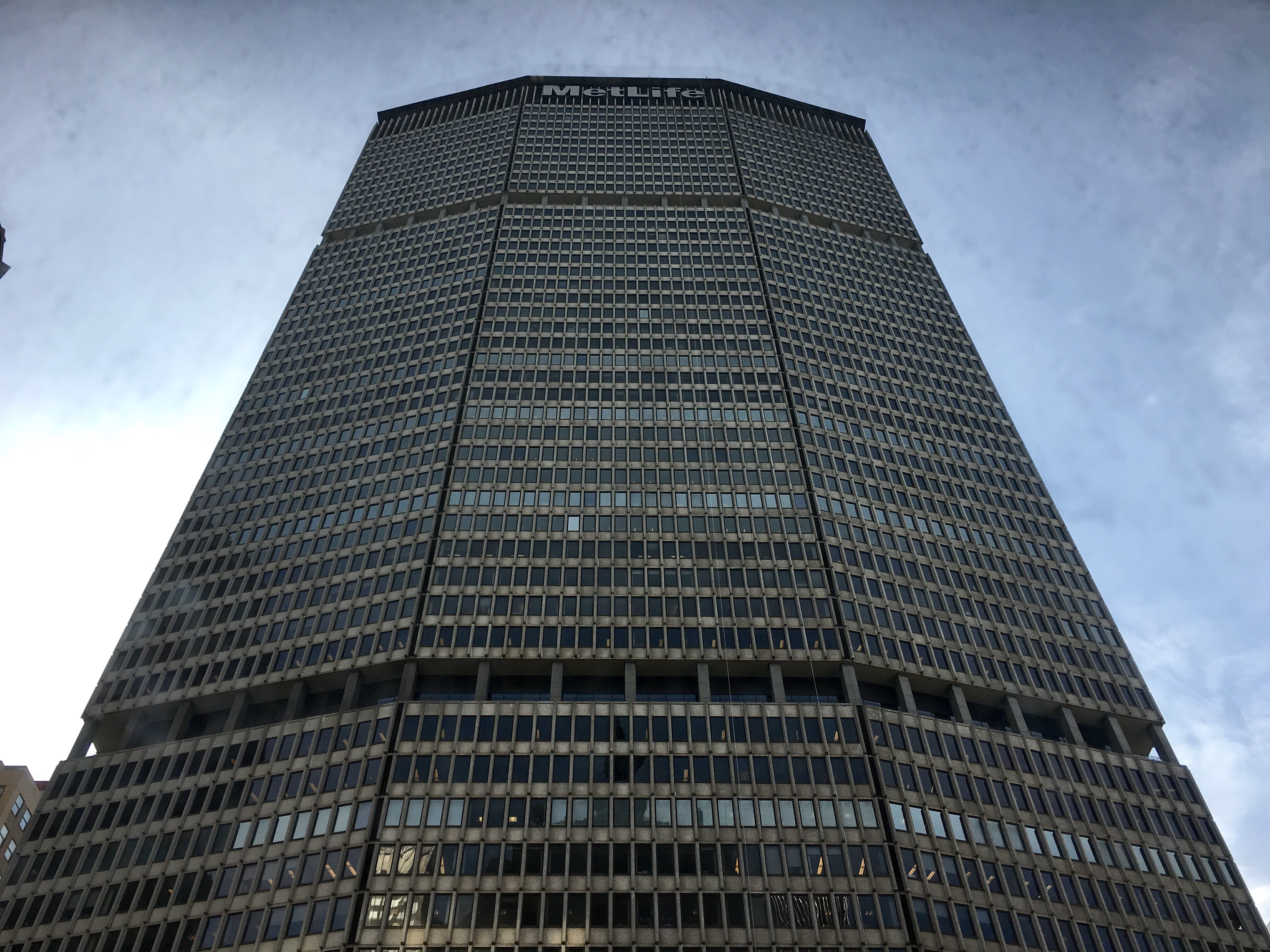
Il grattacielo della Pan American a New York

### Gli ultimi anni

#### L'esilio negli Stati Uniti
Nel 1937, stante il deterioramento della situazione politica in Europa, Gropius decise di emigrare negli Stati Uniti con la moglie e Beate, la loro figlia adottiva. Qui l'università di Harvard gli offrì una cattedra presso la Graduate School of Design, della quale poi nel 1938 divenne il preside: fra i suoi allievi vi furono studenti destinati a divenire architetti di fama internazionale, fra i quali Philip Johnson, Paul Rudolph e John M. Johansen. Parallelamente alle sue attività di insegnamento, Gropius aprì anche un proprio studio di progettazione, nel quale fino al 1941 collaborò anche l'antico allievo Marcel Breuer come professore associato. Nel 1944, infine, l'architetto ottenne la nazionalità statunitense.
Nel 1946, a testimonianza della sua predilezione per il lavoro di squadra, Gropius costituì un gruppo denominato The Architects Collaborative (TAC) con i giovani architetti Norman Fletcher, Jean Fletcher, John Harkness, Sarah Harkness, Robert McMillan, Louis McMillen e Benjamin Thompson. Fu in seno al TAC che egli progettò il Graduate Center de Harvard, una residenza universitaria collettiva dalla ampia facciata convessa nella quale vengono ravvivate oltreoceano gli antichi principi del Bauhaus. Furono questi, per Gropius, anni di feconda creatività progettuale: di questi anni sono i progetti della Interbau-Wohnhaus a Berlino, dell'ambasciata americana ad Atene, del Boston Center, dell'università di Baghdād, del quartiere Gropiusstadt sempre a Berlino e infine del grattacielo della Pan American sopra il Grand Central Terminal a New York.
A testimonianza del suo riconoscimento architettonico, Gropius nel 1959 fu insignito dall'American Institute of Architects della Medaglia d'oro AIA, nel 1962 fu nominato membro dell'American Academy of Arts and Letters e, infine, nel 1967 divenne membro associato della National Academy of Design.

#### La morte
Nel 1969 fu diagnosticato a Gropius un'infiammazione delle ghiandole, per la quale fu ricoverato nell'ospedale di Boston il 7 giugno dello stesso anno. Il 15 giugno fu sottoposto a un intervento chirurgico, dopo il quale - malgrado l'esito inizialmente positivo - vi furono tuttavia delle complicazioni, con l'insorgenza di un edema polmonare. Questa improvvisa congestione stroncò Gropius, che morì nel sonno il 5 luglio 1969, all'età di 86 anni.

## Controversie legali
La questione prese avvio nel giugno del 1950 quando Lucia Moholy, scrisse a Walter Gropius, emigrato negli USA, con il quale era ancora in contatto, pensando che i propri negativi, consegnati all'ex marito László Moholy-Nagy prima di fuggire dalla Germania, fossero andati distrutti sotto i bombardamenti della seconda guerra mondiale, chiedendogli alcune immagini generiche del Bauhaus per un convegno che lei si apprestava a tenere presso la London School of Printing and Graphic. Egli, probabilmente fraintendendo, rispose che i negativi sopravvissuti erano stati donati al Museo Germanico di Harvard Art Museums per la collezione Bauhaus che stavano costruendo.
Due anni dopo, Moholy vide alcune riproduzioni del Bauhaus che contenevano anche sue fotografie cosicché chiamò ancora una volta Gropius per chiedere spiegazioni e se ne fosse a conoscenza. Apprese che quelli erano i suoi negativi che credeva fossero andati distrutti. Dinanzi alle rimostranze di Moholy per non esserne entrata in possesso a suo tempo, né di figurarne quale autrice di quelle fotografie, Gropius si stupì di non aver fatto nulla di male.
Secondo Gropius, infatti, tutto ciò che fu prodotto nell'ambito del Bauhaus era più importante della stessa "paternità" specifica dell'oggetto o dell'immagine stessa: secondo Gropius non esisteva una paternità individuale.
Moholy rivendicò, viceversa, che l'impossibilità di accedere ai suoi negativi risultò un danno alla sua carriera, cancellando le tracce della sua presenza e impedendole di avere prove della professionalità acquisita e delle sue capacità artistiche, alla possibilità di accedere alle varie richieste, ordini, commissioni, progetti e altre attività, con perdita di reddito potenziale. Peraltro altri componenti del Bauhaus hanno potuto beneficiare, anche dopo la chiusura della scuola, diffondendo ciò che avevano realizzato nell'ambito del Bauhaus, Gropius compreso.
Moholy intentò una lunga causa legale e rientrò in possesso di una parte del materiale originale solo nel 1957: 230 su 560 negativi. Gropius resto convinto di non averle fatto alcun torto e perfino negli anni '60, dopo che i negativi vennero restituiti a Moholy, egli continuò a distribuire foto della fotografa sul Bauhaus senza mai nominarla, dichiarando quelle foto parte del proprio archivio.
La pubblicazione di Moholy nel 1972 del libro Moholy-Nagy Notes, rappresentò il tentativo di rivendicare il merito del proprio lavoro. Dopo la sua morte, la collezione di negativi fu donata all'Archivio Bauhaus di Berlino.

## Opere

### Architettura

#### Progetti realizzati

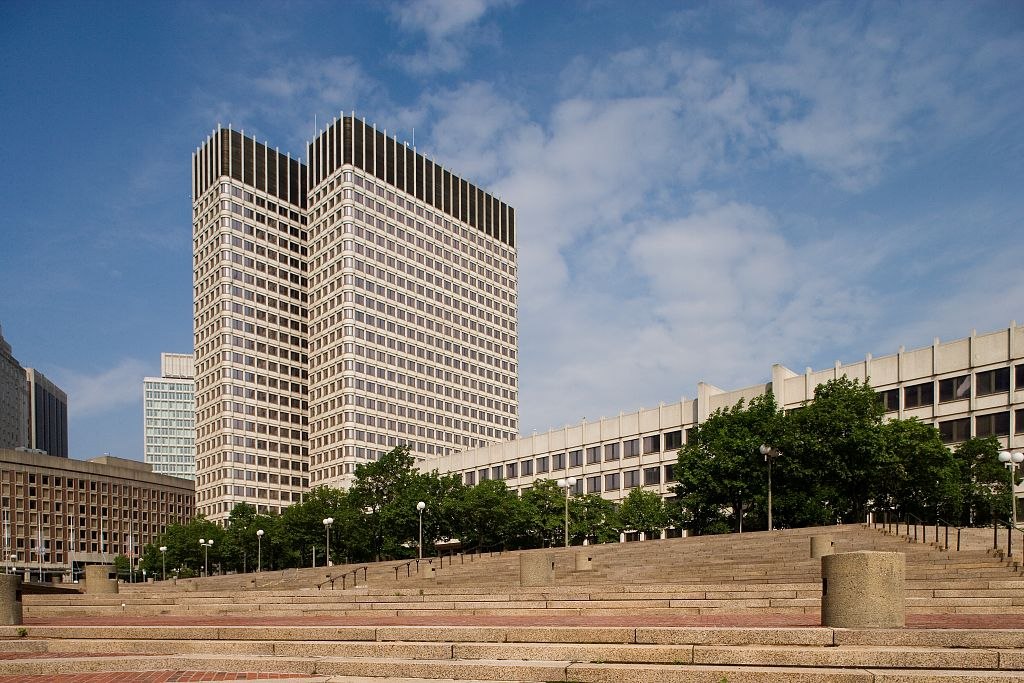
Il John F. Kennedy Federal Building a Boston, nel Massachusetts

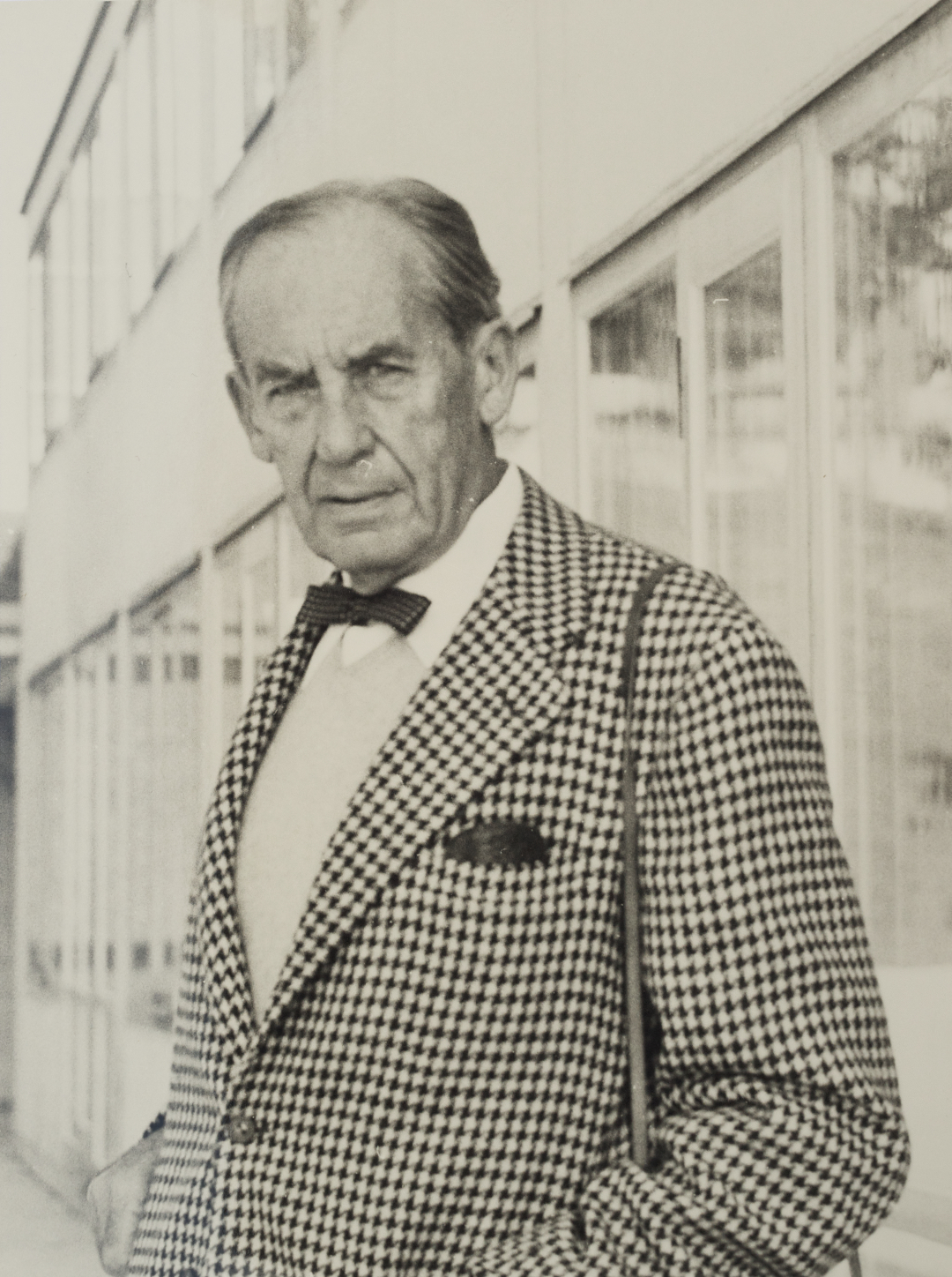
Ritratto fotografico di Walter Gropius

- 1910–1911: officine Fagus a Alfeld, in Germania; concepito con Adolf Meyer;
- 1914:  Uffici e fabbrica modello per la mostra del Deutscher Werkbund a Colonia in Germania;
- 1921:  Villa Sommerfeld a Berlino in Germania;
- 1925–1932:  Campus della scuola del Bauhaus di Dessau in Germania;
- 1926–1928: Lottizzazioni Törten a Dessau in Germania;
- 1927–1929: Uffici del collocamento di Dessau in Germania.
- 1928–1929: Quartiere Dammerstock a Karlsruhe in Germania.
- 1929–1930: Quartiere Siemensstadt a Berlino in Germania.
- 1936: Village College, a Impington nel Cambridgeshire, nel Regno Unito;
- 1936: 66 Old Church Street nel quartiere Chelsea di Londra, nel Regno Unito;
- 1939 - 1940: Villa Alan I W Frank à Pittsburgh in Pennsylvania, Stati Uniti; concepita con Marcel Breuer;
- 1942–1944: Residenze dell'Aluminum City Terrace a New Kensington in Pennsylvania, Stati Uniti; concepita con Marcel Breuer.
- 1945–1959: Ospedale Michael Reese a Chicago nell’Illinois, Stati Uniti.
- 1949: Graduate Center de Harvard, negli Stati Uniti; concepito con il TAC;
- 1957: Immobili residenziali nell'Hansaviertel, a Berlino, Germania; concepito con il TAC nell'ambito dell'Interbau;
- 1957–1960: Università di Baghdad in Iraq;
- 1959–1961: Ambasciata degli Stati Uniti di Atene, in Grecia;
- 1960: Tempio Oheb Shalom a Baltimora, nel Maryland, Stati Uniti;
- 1960: Quartiere Gropiusstadt a Berlino, in Germania;
- 1961: Wayland High School a Wayland, nel Massachusetts, Stati Uniti; concepito con il TAC;
- 1963–1966: John F. Kennedy Federal Building a Boston nel Massachusetts, Stati Uniti;
- 1963: Grattacielo della Pan Am a New York, negli Stati Uniti; concepito con il TAC;
- 1967–1969: Tower East a Shaker Heights, nell'Ohio, Stati Uniti; concepito con il TAC;
- 1967–1970: Vetreria Thomas, detta « Glaswerk » a Amberg, in Germania.

#### Progetti
- 1922: Concorso per la Chicago Tribune Tower;
- 1927: «Totaltheater» di Berlino, su committenza di Erwin Piscator.

### Scritti
- (DE)  Idee und Aufbau des staatlichen Bauhauses Weimar (Il Bauhaus, idee e organizzazione), Bauhaus Verlag, 1923;
- (DE) Die neue Architektur und das Bauhaus, 1935.
  -  La nuova architettura e il Bauhaus, 2014  [1935].
- (EN)  Scope of Total Architecture, George Allen & Unwin, 1956;
- (EN)  The Architects Collaborative:  1945-1965, Architectural Book Publishing Company, 1966;
- (EN)  (con Ise Gropius) Apollo in the Democracy:  The cultural obligation of the architect, McGraw-Hill, 1968.